# Cừu Thiên Nhận
Cừu Thiên Nhận (tiếng Trung: 裘千仞, bính âm: Qiu Qianren, đôi khi phiên âm là Cừu Thiên Nhậm hoặc Cừu Thiên Nhẫn, Cầu Thiên Nhẫn) là nhân vật xuất hiện trong tác phẩm Xạ Điêu Anh Hùng Truyện và Thần điêu hiệp lữ của Kim Dung.

## Trong tiểu thuyết Anh hùng xạ điêu
Ở Xạ Điêu Anh Hùng Truyện, ông là Bang chủ Thiết Chưởng Bang, biệt hiệu Thiết Chưởng Thủy Thượng Phiêu, nổi tiếng với tuyệt chiêu "Thiết Chưởng Thần Công" và công phu "Thủy Thượng Phiêu" (môn khinh công đi trên mặt nước). Ông có anh trai song sinh là Cừu Thiên Trượng và em gái là Cừu Thiên Xích. Cừu Thiên Trượng bị Quách Tĩnh giết, còn Cừu Thiên Xích bị chồng hãm hại đẩy xuống vực sâu.
Lần Đệ Nhất Hoa Sơn Luận Kiếm. Khi đó, Cừu Thiên Nhận vì muốn làm suy giảm nội công của Nam Đế Đoàn Trí Hưng, nên đã bắt cóc con của Anh Cô, là một phi tần của Nam Đế khi đó tên là Lưu Anh.
Đứa nhỏ bị Cừu Thiên Nhận chưởng một phát ngay ngực rồi thảy trả về cho Anh Cô. Anh Cô chạy đi tìm Nam Đế để nhờ chữa chạy. Nhưng nếu cứu đứa bé thì nội công hao tổn rất lớn đến lần Hoa Sơn Luận Kiếm lần hai sẽ không thể tranh hùng và vì thấy Anh Cô là phi tần của mình nhưng lén lút quan hệ với sư đệ của Vương Trùng Dương là Chu Bá Thông rồi sinh con, nên Nam Đế không chịu dùng nội công chữa chạy. Đứa bé sau đó đã chết. Sau này, vì ăn năn tội lỗi của mình, nên bái Nhất Đăng Đại Sư (Đoàn Trí Hưng-Nam Đế năm xưa) làm thầy, và đã xuất gia đi tu với pháp danh là Từ Ân

## Trong tiểu thuyết Thần điêu hiệp lữ
Ở tác phẩm Thần điêu hiệp lữ, ông đã là Từ Ân Đại Sư, đi theo Nhất Đăng Đại Sư chu du, trên đường gặp được Dương Quá và Tiểu Long Nữ. Sau đó, ông còn đến Tuyệt Tình Cốc, nơi ở của em gái ông là Cừu Thiên Xích, để giải mối hiềm khích giữa em ông với Hoàng Dung, Dương Quá và Tiểu Long Nữ.
Khi nghe tin quân Mông Cổ sắp tấn công Đại Lý rồi đánh vu hồi vào thành Tương Dương, Từ Ân đại sư xuống núi dò la tin tức thì gặp Kim luân pháp vương, 2 người giao đấu 1 ngày đêm, cuối cùng Từ Ân bị đánh trọng thương (qua lời kể của Nhất Đăng Đại Sư). Biết mình không sống nổi bao lâu nữa nên ông nhờ Nhất Đăng Đại Sư đưa đến gặp Anh Cô, xin bà tha tội ông đã đánh trọng thương con của bà. Được Dương Quá, Quách Tương và Chu Bá Thông khuyên giải, Anh Cô đồng ý tha tội cho Từ Ân nhưng do vết thương quá nặng nên Từ Ân đã qua đời.

## Phim ảnh
- Anh hùng xạ điêu

Hoàng Quốc Lương (1976),
Thạch Kiên (1983),
Hồng Triều Phong (1994),
Lý Úc (2003),
Vương Kiến Quốc (2008),
Tưởng Nhất Minh (2017),
- Thần điêu hiệp lữ